# Fallacipsyche
Fallacipsyche is een geslacht van vlinders van de familie van de zakjesdragers (Psychidae).

## Soorten
- Fallacipsyche adelpha Bourgogne, 1977
- Fallacipsyche coccivora Bourgogne, 1977